# La Pegasus
"La Pegasus" (títol original en anglès "The Pegasus") és el dotzè episodi de la setena temporada, i el 164è de tota la sèrie, de la sèrie de televisió de ciència-ficció estatunidenca Star Trek: La nova generació. Es van emetre originalment el 10 de gener de 1994 en redifusió als Estats Units. Va ser escrita per Ronald D. Moore i dirigida pel membre del repartiment de la sèrie LeVar Burton (enginyer en cap Geordi La Forge).
Ambientada al segle XXIV, la sèrie segueix les aventures de la tripulació de la nau de la Flota Estel·lar de la Federació Enterprise-D sota el comandament del capità Jean-Luc Picard. En aquest episodi,  l'"Enterprise" intenta recuperar la "Pegasus", una nau estel·lar de la Federació que contenia tecnologia experimental de vital importància estratègica, un dispositiu de camuflatge de la Federació, i també va ser la primera destinació estel·lar del comandant Primer oficial de l'"Enterprise" William Riker (Jonathan Frakes) quan va deixar l'Acadèmia de la Flota Estel·lar.

## Argument
L'"Enterprise" rep l'ordre d'una missió prioritària per recollir un membre de la Intel·ligència de la Flota Estel·lar: l'almirall Erik Pressman (Terry O'Quinn), excapità de l'USS "Pegasus", on Will Riker (Jonathan Frakes) va servir per primera vegada després de graduar-se a l'Acadèmia de la Flota Estel·lar. Pressman informa el capità Jean-Luc Picard (Patrick Stewart) i a Riker que la intel·ligència ha localitzat la "Pegasus" al sistema Devolin, prop de la[Zona Neutral Romulana. Tot i que es presumeix destruïda, Pressman ordena a l'"Enterprise" que idealment recuperi les restes de la nau, o que les destrueixi per evitar que caiguin en mans dels romulans si cal. En privat, Riker intenta discutir els esdeveniments a bord de l'última missió del "Pegasus" i qüestiona les intencions de Pressman, però Pressman li indica que es mantingui en silenci fins que la missió s'hagi completat.
Al sistema Devolin, l'"Enterprise" es troba amb una au de guerra romulà, que clarament també busca la "Pegasus". Picard i Sirol (Michael Mack), el comandant romulà, es reconeixen mútuament, creant una situació tensa. Tot i que els sensors de l'"Enterprise" localitzen la "Pegasus" enterrada en una gran fissura en un asteroide, Picard els ordena que continuïn per atraure els romulans.
Picard pregunta a Riker en privat sobre la "Pegasus". Abans de la suposada destrucció de la nau, hi va haver un motí. Riker diu que quan el nucli de curvatura de la «Pegasus» es va sobrecarregar, diversos oficials van prendre les armes contra Pressman, tement que el capità estigués fora de control. Riker va treure la seva arma en defensa del capità, però es van veure desbordats i amb prou feines van arribar als bots salvavides d'emergència. Poc després d'ejectar-se de la nau sinistrada, es va produir l'explosió. Picard llegeix una part de l'informe del Jutge Advocat General que suggereix que els oficials i la tripulació supervivents estan involucrats en un encobriment i que cal una investigació addicional. Picard informa a Riker que la investigació esmentada mai va tenir lloc i que l'informe va ser enterrat per la Intel·ligència de la Flota Estel·lar. Riker li diu a Picard que té ordres de Pressman de no discutir l'assumpte. Picard reconeix que, com a capità, no pot ordenar a Riker que desobeeixi les ordres d'un almirall, haurà de confiar en Riker perquè no permeti que Pressman posi l'«Enterprise» en risc innecessari. Picard li diu llavors a Riker: "Si descobreixo que aquesta confiança s'ha perdut, hauré de reavaluar l'estructura de comandament d'aquesta nau".
Amb els romulans distrets, l'"Enterprise" torna a l'asteroide. Pressman ordena a l'"Enterprise" que entri en una fissura de l'asteroide, malgrat les objeccions de Picard. Un cop a dins, descobreixen que la "Pegasus" està parcialment fusionada amb l'asteroide, ja que sembla que s'ha desvestit mentre era dins de l'asteroide. Picard i Riker especulen sobre si hi ha membres de la tripulació atrapats a la part bloquejada de la nau. Pressman i Riker es transporten a la "Pegasus" i recuperen un dispositiu experimental amb què estava equipada la nau. Pressman està eufòric de trobar-lo, però Riker no està gens entusiasmat. Informa a Pressman que no li permetrà reiniciar els experiments que van conduir al motí i l'estat actual de la "Pegasus". Tornen a l'"Enterprise" quan s'assabenten que els romulans han tancat la fissura, atrapant l'"Enterprise" a dins.
Sirol es disculpa diplomàticament per tancar "accidentalment" la fissura i dóna a Picard i la seva tripulació l'opció de demanar asil a bord de l'au de guerra, cosa que permetria que tant l'"Enterprise" com la "Pegasus" fossin capturats pels romulans. Riker proposa utilitzar el dispositiu que van prendre de la "Pegasus": un prototip d'un dispositiu de camuflatge de la Federació. El dispositiu és de canvi de fase i, com a tal, permetria a l'"Enterprise" viatjar a través de la matèria sòlida de l'asteroide i escapar. Pressman està furiós per haver trencat el silenci de Riker, però Picard renya Pressman, assenyalant que el desenvolupament d'un dispositiu de camuflatge per part de la Federació és una violació del Tractat d'Algeron. Pressman intenta prendre el comandament de l'"Enterprise", però la tripulació es nega a obeir les seves ordres. Picard ordena que s'instal·li el dispositiu de camuflatge a l'"Enterprise" i que s'utilitzi per escapar de l'asteroide. Aleshores, la capa es deixa caure a la vista de la nau romulana malgrat les protestes de Pressman, i Picard informa a Sirol que la Federació es posarà en contacte amb el govern romulà sobre l'incident.
Picard ordena que s'arresti Pressman per violar el Tractat d'Algeron. Riker insisteix que també sigui arrestat, i Picard hi accedeix de mala gana.
Visitant Riker a la cel·la, Picard l'informa que Pressman i quatre altres oficials d'alt rang de la Intel·ligència de la Flota Estel·lar han estat arrestats a l'espera d'un consell de guerra. Assenyala que l'historial de Riker es veurà afectat per aquest incident, però que confessar-ho donarà suport al seu cas. Picard li diu a Riker que, tot i que va ocultar la veritat sobre les activitats il·legals de Pressman, finalment es va aixecar i va dir la veritat, i que mentre Riker encara tingui la integritat per fer-ho, encara estarà orgullós de tenir-lo com a primer oficial. Aleshores, fa un gest perquè Riker deixi la cel·la amb ell i surten junts.

## Actors convidats

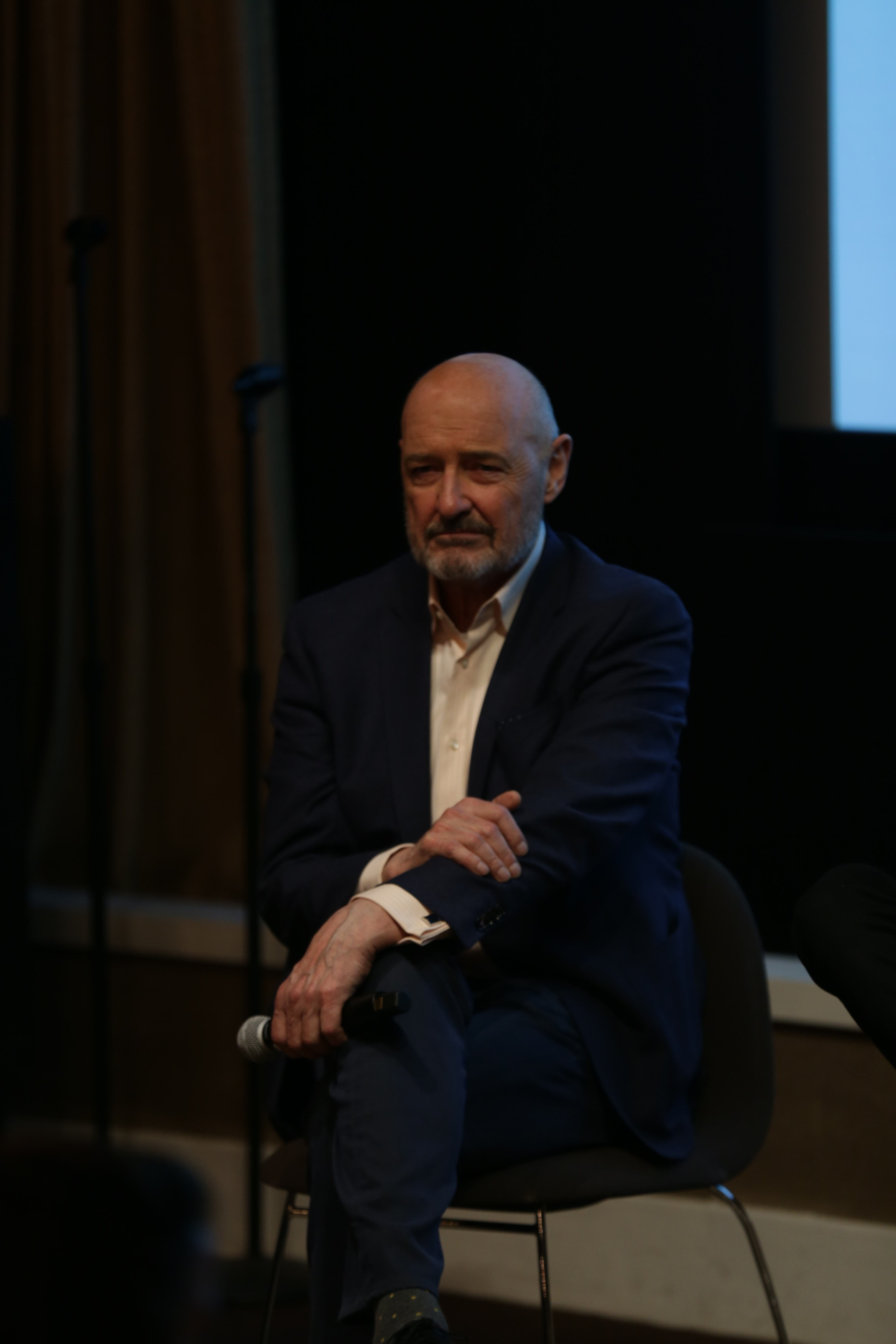
Terry O'Quinn va ser escollit com a excapità de Riker

- Terry O'Quinn - Almirall Erik Pressman
- Nancy Vawter - Almirall Margaret Blackwell
- Michael Mack - Sirol

## Producció
"La Pegasus" està inspirat en la novel·la de Clive Cussler de 1976 Raise the Titanic, que es va convertir en una pel·lícula el 1980. Ronald D. Moore volia utilitzar aquest model per escriure una història sobre una nau espacial perduda fa temps que amaga un secret. Des del principi, va tenir la idea que Riker havia servit una vegada en aquesta nau. De manera similar a Wesley Crusher a l'episodi 19è de la cinquena temporada ("El primer deure"), la seva carrera estava en perill perquè va ocultar un error greu. El càstig que l'espera al final de l'episodi era significativament més dur a l'esborrany original de Moore que a la versió final: hauria hagut de complir 30 dies de presó i rebre una amonestació pel seu historial de servei, cosa que hauria destruït qualsevol possibilitat d'ascens a capità. Un altre canvi va afectar l'escena inicial. Moore havia planejat originalment un assaig de teatre, però finalment va ser substituït pel dia del capità Picard.
La presa d'efectes visuals de la nau espacial "USS Pegasus" va ser una remodelació del model de la classe Oberth. El model VFX va ser subhastat el 2006 per Christie's. La classe Oberth va ser dissenyada per David Carson i construïda a Industrial Light & Magic. La maqueta es va fer per a la pel·lícula de 1984 Star Trek 3: A la recerca de Spock, on representava un vaixell anomenat "USS Grissom".
Aquest episodi va ser dirigit per LeVar Burton; anteriorment havia dirigit "Una altra oportunitat"; va dirigir 28 episodis de televisió de la franquícia "Star Trek".
Terry O'Quinn va ser escollit com a l'almirall Erik Pressman, que seria presentat com l'exoficial al comandament de Riker en aquest episodi.

## Recepció
Keith DeCandido va qualificar "La Pegasus" a "tor.com" el 2013 com un dels millors episodis de "Star Trek: La nova generació". Va trobar la història meravellosament construïda. El dia del capità Picard, va considerar, subratllava l'estreta relació entre Picard i Riker, que va ser seriosament qüestionada al llarg de l'episodi. DeCandido va pensar que Jonathan Frakes va interpretar molt bé el conflicte intern de Riker. A més, l'episodi finalment va proporcionar una explicació creïble de per què la Flota Estel·lar no utilitza dispositius de camuflatge. Com a crítica menor, DeCandido va citar el personatge de l'almirall Pressman, dient que el considerava un almirall malvat estereotipat de la Flota Estel·lar que ja s'ha convertit en un clixé. Tanmateix, la bona actuació de Terry O'Quinn compensa en certa manera aquest punt negatiu.
Gizmodo va classificar "La Pegasus" com el 55è millor episodi de televisió de Star Trek el 2014.
The Hollywood Reporter va classificar "La Pegasus" com el 20è millor episodi de Star Trek: La nova generació, destacant l'actuació de l'estrella convidada Terry O'Quinn i la complexitat moral de les situacions a les quals s'enfronta el comandant Riker.
O'Quinn va guanyar més notorietat i un Emmy pel seu paper a la sèrie de televisió Lost.
El 2020, Vulture va recomanar aquest com un dels millors Star Trek per veure juntament amb Star Trek: Picard, assenyalant com Riker lluita mentre té una trobada amb un dels seus capitans anteriors. Assenyalen que aquest és l'episodi que presenta "Captain Picard Day", al qual es fa referència en sèries posteriors de Star Trek.